# Hedveronika
Hedveronika (Veronica dillenii) är en grobladsväxtart som beskrevs av Heinrich Johann Nepomuk von Crantz. Enligt Catalogue of Life ingår Hedveronika i släktet veronikor och familjen grobladsväxter, men enligt Dyntaxa är tillhörigheten istället släktet veronikor och familjen grobladsväxter. Arten har ej påträffats i Sverige. Inga underarter finns listade i Catalogue of Life.

## Bildgalleri

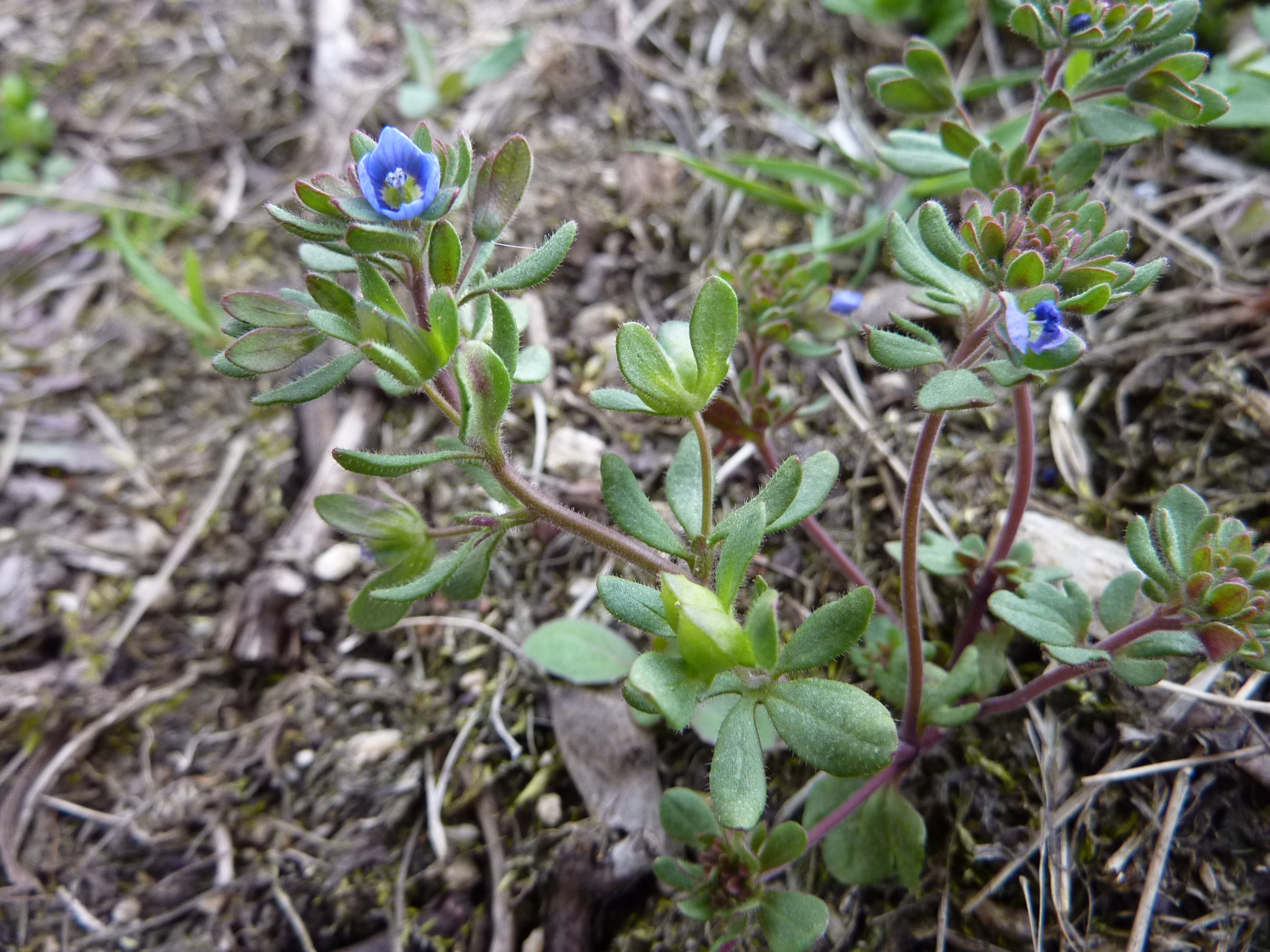
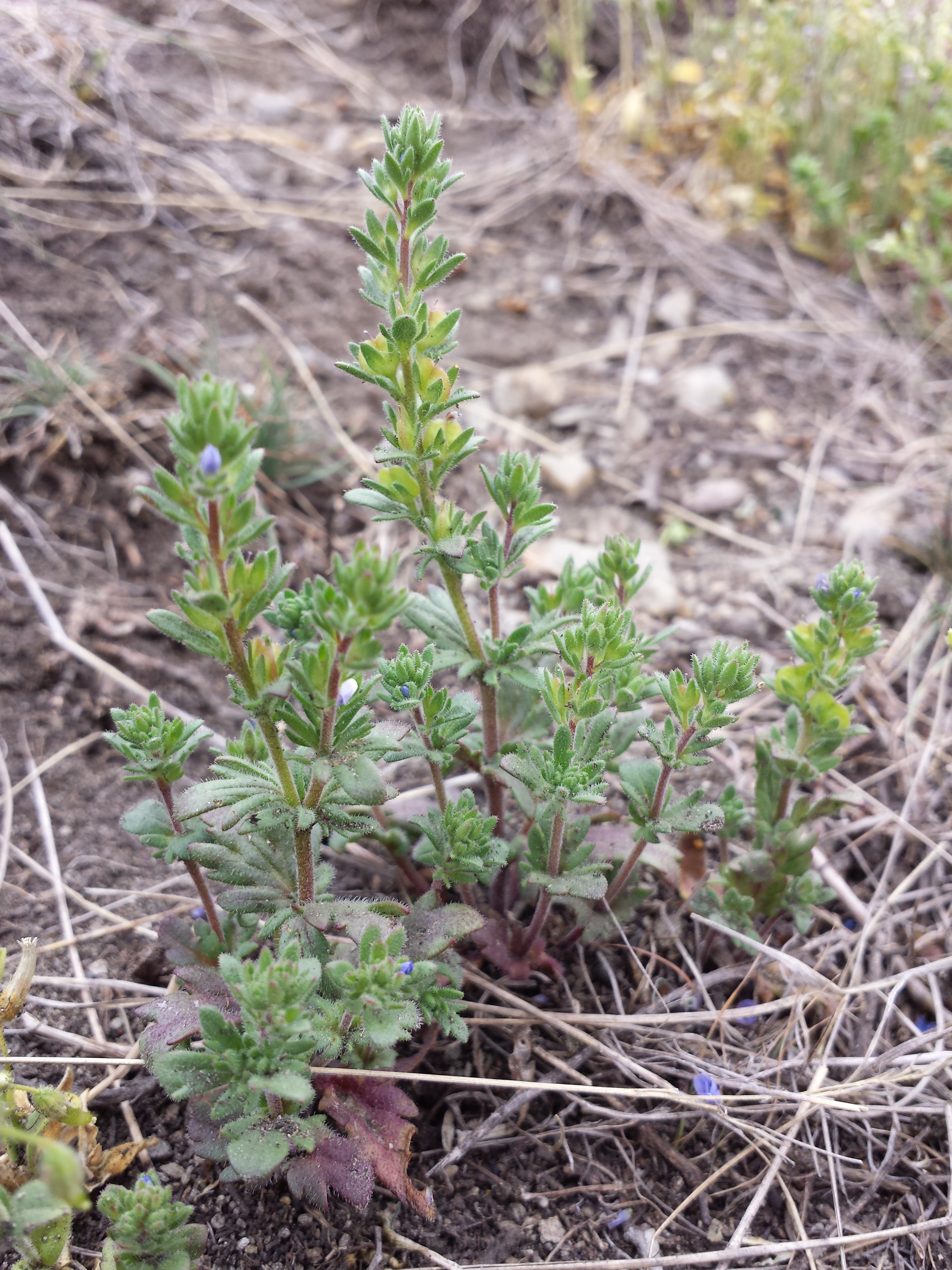
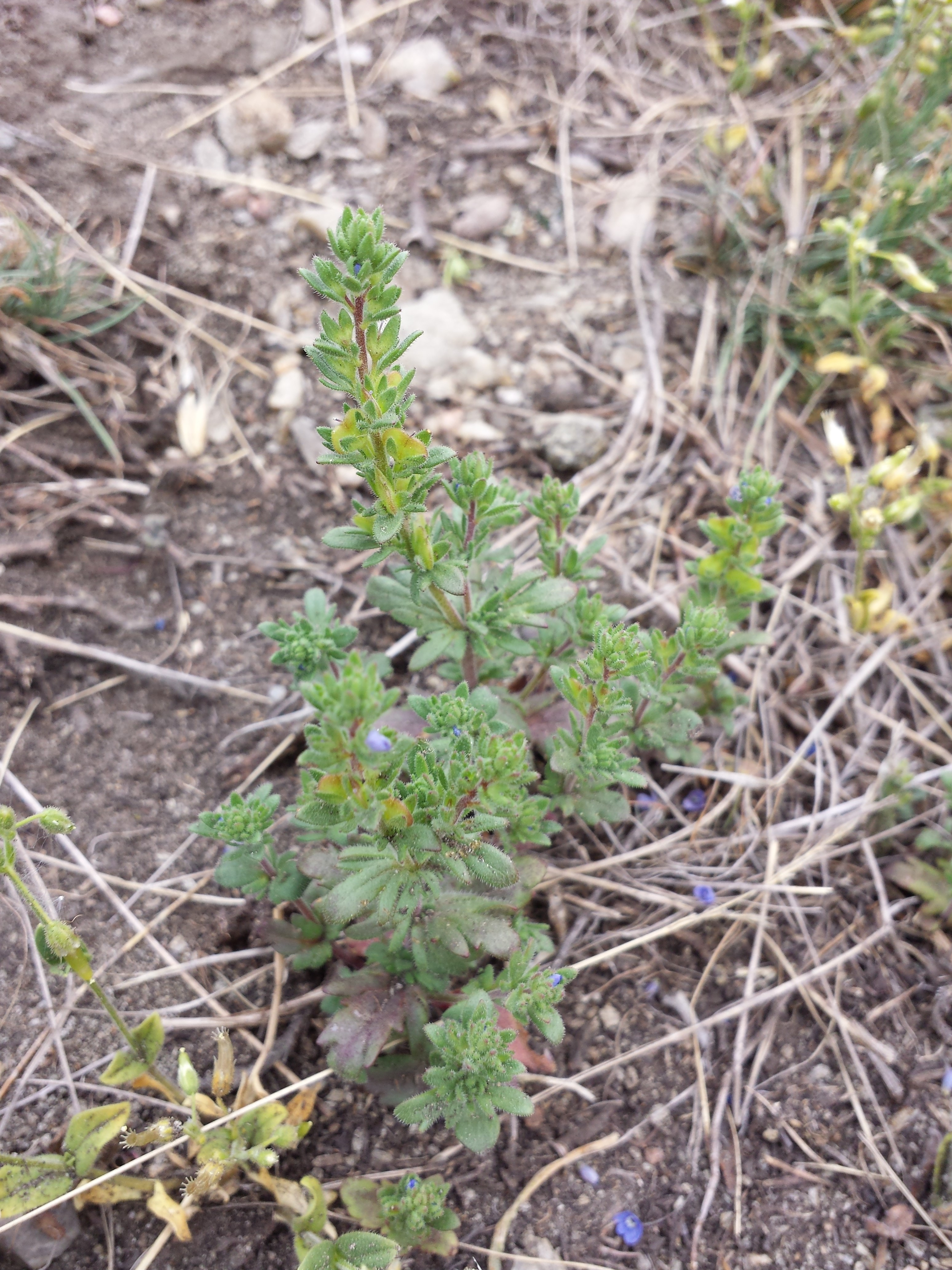
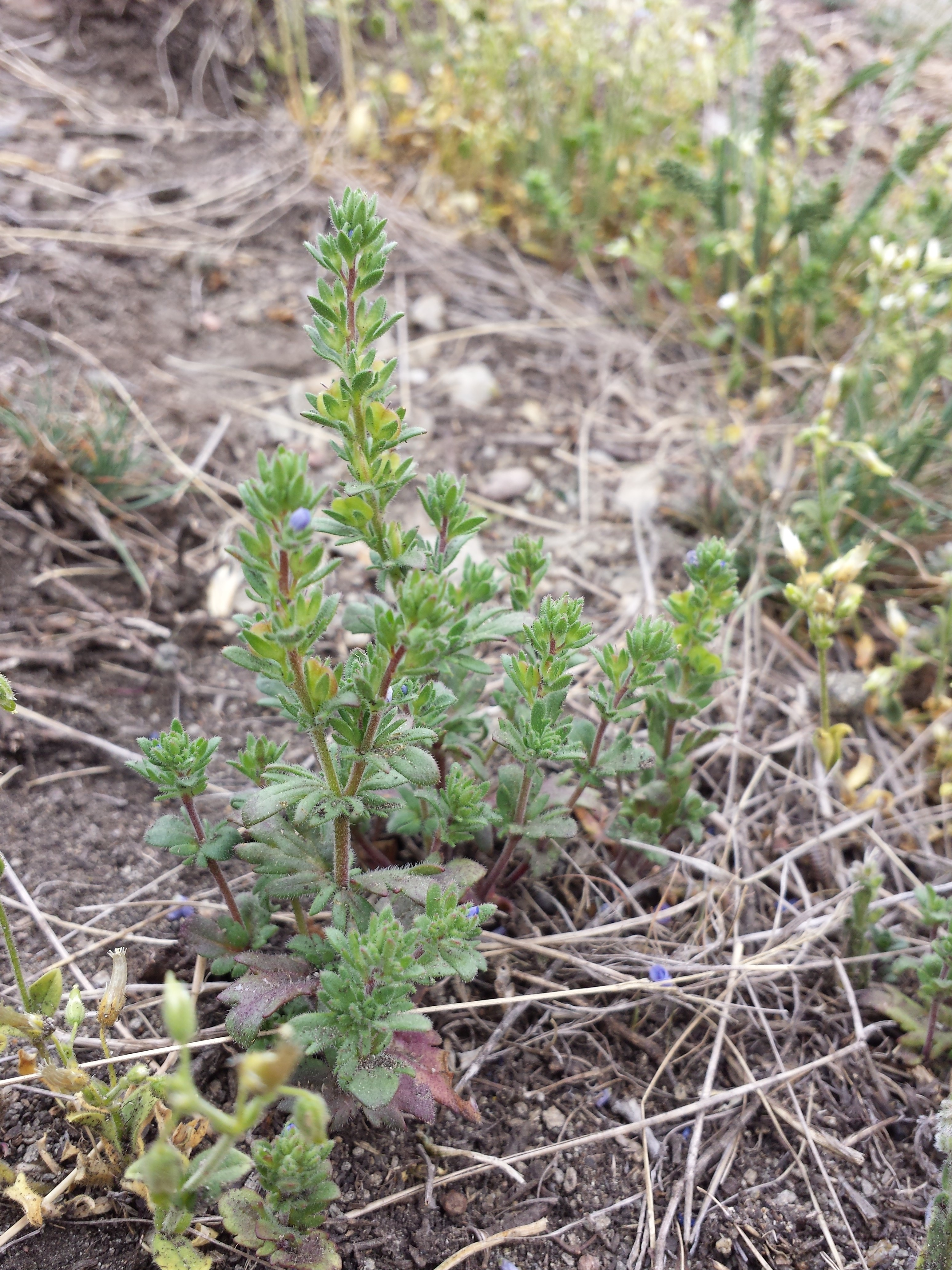
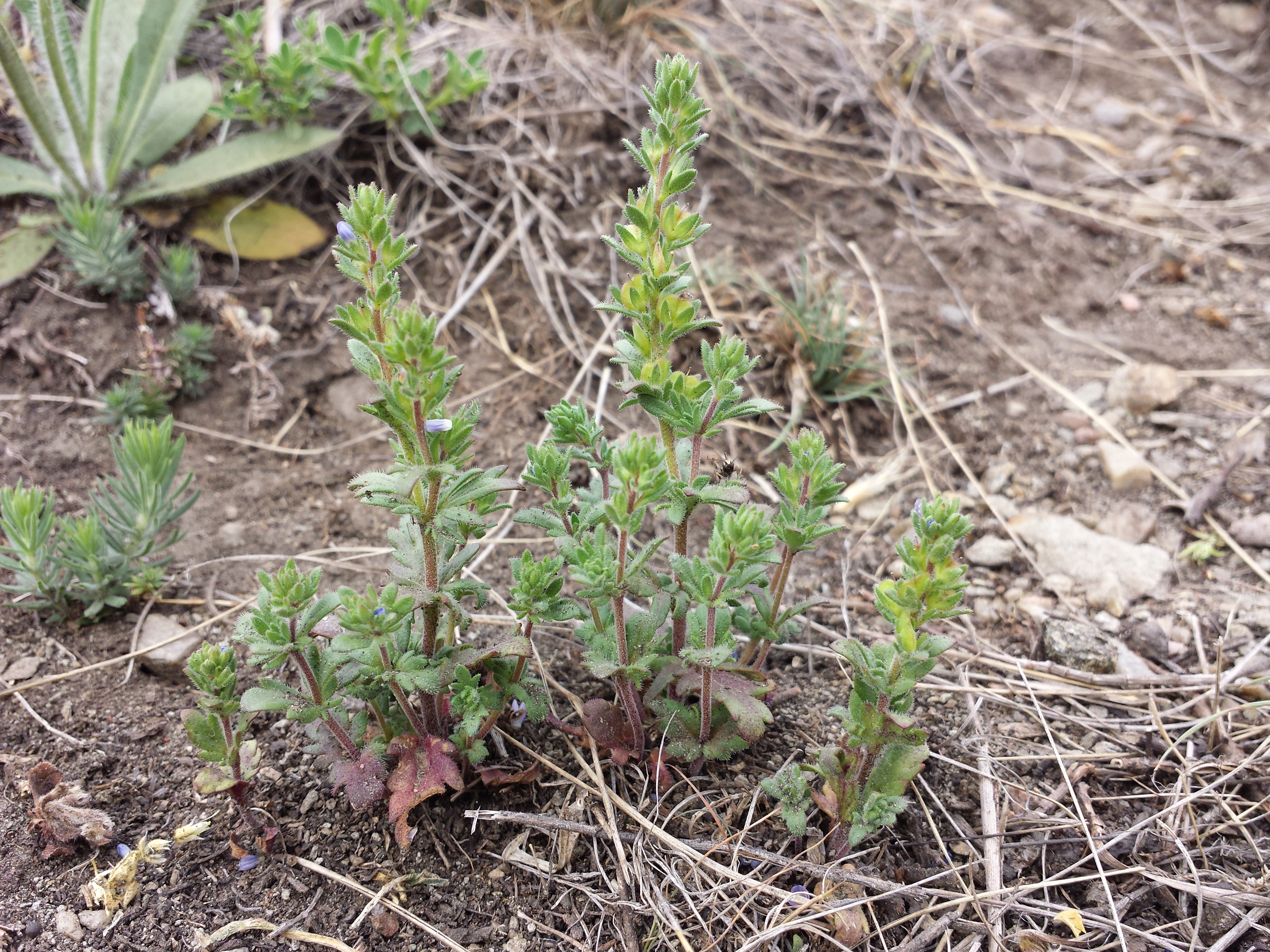
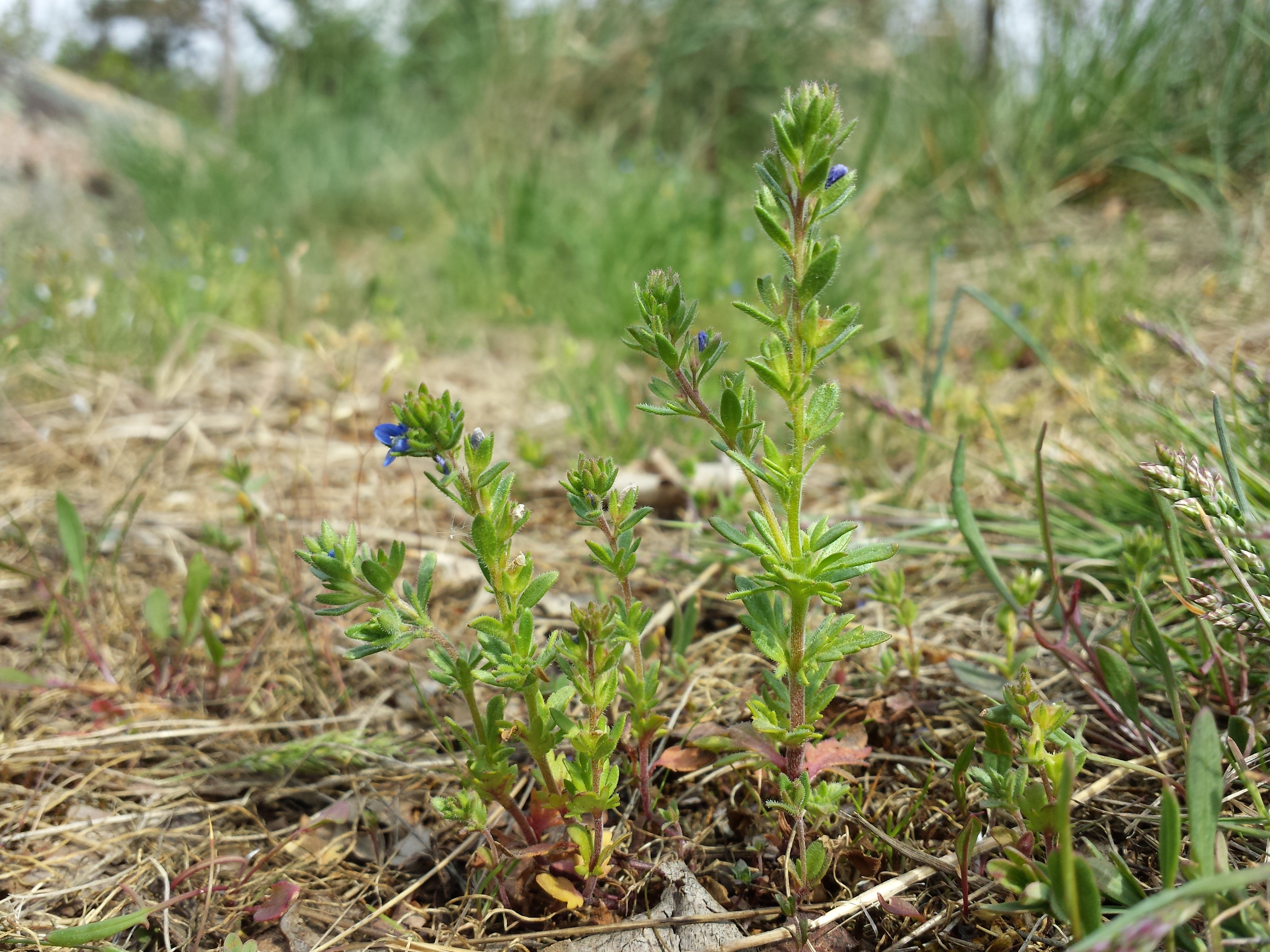